# 西布盧鎮區 (內布拉斯加州菲爾莫爾縣)
西布盧鎮區（英語：West Blue Township）是位於美國內布拉斯加州菲爾莫爾縣的一個行政鎮區。

## 地方資料
西布盧鎮區的面積為93.68平方千米，當中陸地面積為93.66平方千米，而水域面積為0.02平方千米。根據2020年美國人口普查的數據，當地共有人口66人，而人口密度為每平方千米0.7人。